# Nosodendron hageni
Nosodendron hageni är en skalbaggsart som först beskrevs av Edmund Reitter 1886.  Nosodendron hageni ingår i släktet Nosodendron och familjen almsavbaggar. Inga underarter finns listade i Catalogue of Life.